# Flying Lotus
Steven Ellison (født 7. oktober 1983 i Los Angeles), bedre kendt som Flying Lotus eller FlyLo, er en electronica/hiphop-producer fra USA.

## Diskografi
- 1983 (2006)
- Los Angeles (2008)
- Pattern + Grid World (2010)
- Cosmogramma (2010)
- Until the Quiet Comes (2012)
- You're Dead! (2014)
- Flamagra (2019)